# Amazon Fire Phone

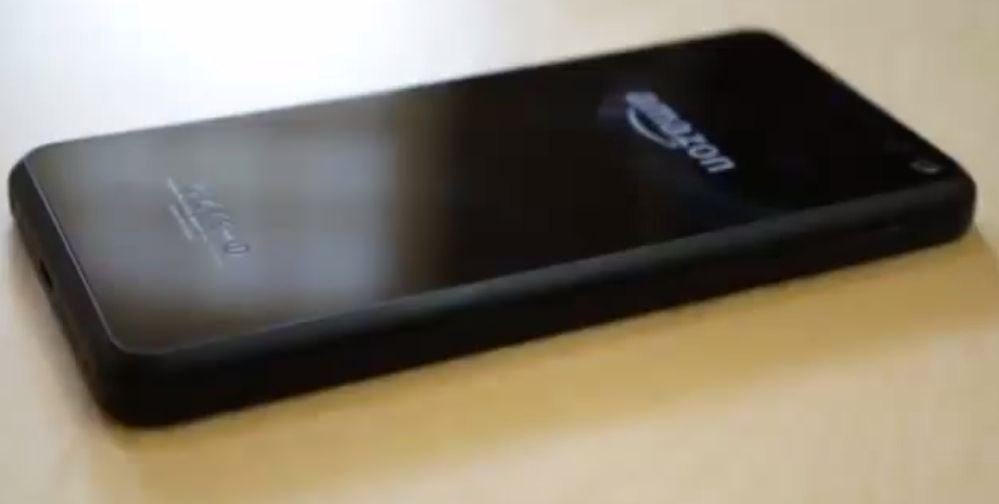
Fire Phone

De Fire Phone was een smartphone die werd ontwikkeld door het Amerikaanse bedrijf Amazon.

## Beschrijving
De Fire Phone werd aangekondigd op 18 juni 2014 en was Amazons eerste poging in de smartphonewereld. Het model viel op vanwege een functie voor dynamisch perspectief, waarmee door middel van vier camera's aan de voorzijde en een gyroscoop de bewegingen van de gebruiker nauwgezet gevolgd kunnen worden. Andere opvallende functies waren X-Ray, waarmee men informatie over specifieke media kon opzoeken, en Firefly, een hulpmiddel voor het herkennen van tekst, geluiden en objecten, om deze vervolgens in de online winkel van Amazon te kunnen bestellen.
De smartphone ontving gemengde recensies. Men prees de functies voor dynamisch perspectief en Firefly, maar kritiek was er op het ontwerp, de kwaliteit, Fire OS-versie en exclusieve verkrijgbaarheid voor AT&T-klanten.
De Fire Phone verkocht minder goed dan verwacht en Amazon moest een bedrag van 170 miljoen afschrijven. De productie werd ruim een jaar later stopgezet in augustus 2015.

## Technische specificaties
| Functie           | 1e generatie (2014)         |
| ----------------- | --------------------------- |
| Model             | Fire Phone                  |
| Status            | Beëindigd                   |
| Besturingssysteem | Fire OS 3.5 Fire OS 4       |
| Schermdiagonaal   | 12 cm (4,7-inch)            |
| Beeldresolutie    | 1280 × 720 pixels           |
| Processor         | Qualcomm Snapdragon         |
| Klokfrequentie    | 2,2 GHz                     |
| Werkgeheugen      | 2 GB RAM                    |
| Opslagruimte      | 32 GB of 64 GB              |
| Gewicht           | 160 gram                    |
| Afmetingen        | 139,2 mm × 66,5 mm × 8,9 mm |